# Nguyễn Văn Sơn (Tuyên Quang)
Nguyễn Văn Sơn (sinh năm 1970) là một chính trị gia người Việt Nam. Ông hiện là Phó Bí thư Tỉnh ủy, Bí thư Đảng ủy UBND tỉnh, Chủ tịch Ủy ban nhân dân tỉnh Tuyên Quang nhiệm kỳ 2016-2021, 2021-2026.

## Xuất thân
Nguyễn Văn Sơn sinh ngày 18 tháng 5 năm 1970, quê quán xã Đại Đồng, huyện Vĩnh Tường, tỉnh Vĩnh Phúc.

## Giáo dục
Ông tốt nghiệp đại học chuyên ngành sư phạm Vật lý.
Ông có bằng Thạc sĩ quản lý giáo dục. Ông có bằng Cao cấp lý luận chính trị..
Ông có bằng ngoại ngữ tiếng Anh trình độ B1.

## Sự nghiệp
Ngày 3/1/1996, ông gia nhập Đảng Cộng sản Việt Nam, chính thức ngày 3 tháng 1 năm 1997.
Trước khi được bầu làm Chủ tịch HĐND tỉnh Tuyên Quang, Nguyễn Văn Sơn từng giữ chức Bí thư Huyện ủy Sơn Dương và sau đó giữ chức vụ Bí thư Thành ủy Thành phố Tuyên Quang, Đại biểu HĐND tỉnh các khoá XV, XVI, VII và XVIII.
Từ tháng 12 năm 1992 đến tháng 4 năm 1993, ông là cán bộ Huyện đoàn Hàm Yên.
Từ tháng 5 năm 1993 đến tháng 8 năm 1995, ông là giáo viên, Bí thư đoàn trường Trung học phổ thông Thái Hoà, huyện Hàm Yên, tỉnh Tuyên Quang.
Từ tháng 9 năm 1995 đến tháng 3 năm 1999, ông là Hiệu trưởng Trường Trung học phổ thông Phù Lưu, huyện Hàm Yên, tỉnh Tuyên Quang.
Từ tháng 4 năm 1999 đến tháng 11 năm 2000, ông là Bí thư Chi bộ, Hiệu trưởng Trường Trung học phổ thông Phù Lưu, thành viên Ban Văn hóa - Xã hội Hội đồng nhân dân tỉnh khóa XV.
Từ tháng 12 năm 2000 đến tháng 8 năm 2003, ông là Ủy viên Ban Chấp hành Đảng bộ huyện, Bí thư Chi bộ, Hiệu trưởng Trường Trung học phổ thông Phù Lưu; tháng 6/2003 được bầu giữ chức vụ Ủy viên Ban Thường vụ Huyện ủy Hàm Yên.
Từ tháng 9 năm 2003 đến tháng 2 năm 2004, ông là Ủy viên Ban Thường vụ Huyện ủy, Phó Chủ tịch Ủy ban nhân dân huyện Hàm Yên, tỉnh Tuyên Quang, đại biểu Hội đồng nhân dân tỉnh khóa XVI.
Từ tháng 3 năm 2004 đến tháng 11 năm 2005, ông là Ủy viên Trung ương Đoàn, Bí thư Tỉnh đoàn Tuyên Quang, Chủ tịch Hội Liên hiệp thanh niên tỉnh; tháng 12/2004 là Ủy viên Đoàn Chủ tịch Trung ương Hội Liên hiệp thanh niên Việt Nam.
Từ tháng 12 năm 2005 đến tháng 8 năm 2007, ông là Ủy viên Ban Chấp hành Đảng bộ tỉnh, Ủy viên Trung ương Đoàn, Ủy viên Đoàn Chủ tịch Hội Liên hiệp thanh niên Việt Nam, Bí thư Tỉnh Đoàn, Chủ tịch Hội Liên hiệp thanh niên tỉnh Tuyên Quang.
Từ tháng 9 năm 2007 đến tháng 4 năm 2009, ông là Ủy viên Ban Chấp hành Đảng bộ tỉnh, Phó trưởng Đoàn Đại biểu Quốc hội tỉnh Tuyên Quang, Ủy viên Ủy ban Văn hoá, Giáo dục, Thanh thiếu niên và Nhi đồng của Quốc hội.
Từ tháng 5 năm 2009 đến tháng 9 năm 2010, ông là Ủy viên Ban Chấp hành Đảng bộ tỉnh, Bí thư Huyện ủy Sơn Dương, Phó trưởng Đoàn Đại biểu Quốc hội tỉnh Tuyên Quang, Ủy viên Ủy ban Văn hóa, Giáo dục, Thanh niên, Thiếu niên và Nhi đồng của Quốc hội.
Từ tháng 10 năm 2010 đến tháng 2 năm 2011, ông là Ủy viên Ban Thường vụ Tỉnh ủy, Bí thư Huyện ủy Sơn Dương, Phó trưởng Đoàn Đại biểu Quốc hội tỉnh Tuyên Quang, Ủy viên Ủy ban Văn hóa, Giáo dục, Thanh niên, Thiếu niên và Nhi đồng của Quốc hội.
Từ tháng 3 năm 2011 đến tháng 2 năm 2016, ông là Ủy viên Ban Thường vụ Tỉnh ủy khóa XV, Trưởng Ban Tuyên giáo Tỉnh ủy.
Từ tháng 3 năm 2016 đến tháng 6 năm 2016, ông là Ủy viên Ban Thường vụ Tỉnh ủy, Bí thư Thành ủy Tuyên Quang, đại biểu Hội đồng nhân dân tỉnh khóa XVII.
Ngày 29 tháng 6 năm 2016, tại kỳ họp thứ nhất HĐND tỉnh Tuyên Quang khóa XVIII nhiệm kỳ 2016-2021, ông Nguyễn Văn Sơn, Bí thư Thành ủy Tuyên Quang được bầu giữ chức vụ Chủ tịch HĐND tỉnh.
Ngày 26 tháng 8 năm 2020, tại kỳ họp thứ 10 HĐND tỉnh Tuyên Quang khóa XVIII đã bầu ông Nguyễn Văn Sơn, Phó Bí thư Tỉnh ủy, giữ chức Chủ tịch UBND tỉnh Tuyên Quang, nhiệm kỳ 2016-2021. Trước đó, kỳ họp đã miễn nhiệm chức Chủ tịch UBND tỉnh nhiệm kỳ 2016- 2021 đối với ông Phạm Minh Huấn nghỉ hưu theo chế độ; miễn nhiệm chức Chủ tịch HĐND tỉnh khóa XVIII nhiệm kỳ 2016-2021 đối với ông Nguyễn Văn Sơn.

### Đại biểu Quốc hội khóa XII
Ông đảm nhiệm chức vụ Tỉnh ủy viên; Bí thư huyện uỷ Sơn Dương, Uỷ viên Uỷ ban Văn hoá, Giáo dục, Thanh niên, Thiếu niên và Nhi đồng của Quốc hội, Phó trưởng Đoàn ĐBQH tỉnh Tuyên Quang trong nhiệm kỳ Quốc hội Việt Nam khóa XII 2007-2011.

## Khen thưởng
- Huân chương Lao động hạng Ba năm 2013[2]
- Bằng khen của Thủ tướng Chính phủ[2]